# Cremifania lanceolata
Cremifania lanceolata är en tvåvingeart som beskrevs av Papp 1994. Cremifania lanceolata ingår i släktet Cremifania och familjen markflugor.
Artens utbredningsområde är Ungern. Inga underarter finns listade i Catalogue of Life.